# Уотерхаус, Имоджен
Имоджен Хоуп Уотерхаус (англ. Imogen Hope Waterhouse; род. 9 июня 1994, Хаммерсмит, Лондон, Англия) — британская модель, а также актриса кино и телевидения. Друзья и таблоиды называют её Имми (англ. Immy). Она снялась в фильме ужасов 2018 года «Химера», а с 2018 года снимается в американском фэнтези-сериале «Аванпост».

## Биография
Мать — Элизабет, медсестра; отец — Норман, известный пластический хирург из лондонского пригорода Чизик. Детство её прошло в престижном районе Чизик на западе Лондона. У неё есть брат по имени Чарли, младшая сестра Мадлен — модель, и старшая сестра — Сьюки, также актриса и модель. В 2014 году Имми также как и её сестра Суки подписала контракт с модельным агентством Next Model Management. Однако она решила в первую очередь заняться актёрской карьерой и обучалась в Оксфордской школе драматического искусства.

## Карьера
Профессиональную актёрскую карьеру начала в 2015 году, появляясь в гостевых ролях в различных телесериалах. Уотерхаус появилась в таких сериалах как «Счастливчик», «Алкион», «Коронер» и другие. Также снимается и в кино, Имоджен приняла участие в съемках таких картин как «Под покровом ночи» и «Химера». В фильме ужасов «Химера» она получила одну из главных ролей. В 2018 получила ведущую роль в приключенческом фэнтезийном сериале «Аванпост» от американского телеканала The CW Television Network, где она играет принцессу Розамунд, последнего оставшегося в живых члена свергнутой и убитой королевской семьи. В 2019 году Уотерхаус появилась в короткометражном фильме «Дождь останавливает игру» по пьесе Мики Симмонс, где она играет молодую американку, ставшую любовным увлечением владельца галереи в Нью-Йорке.

## Фильмография
| Год       |     | Русское название         | Оригинальное название | Роль                                  |
| --------- | --- | ------------------------ | --------------------- | ------------------------------------- |
| 2015      | с   | Коронер                  | The Coroner           | Софи Бэйли                            |
| 2015      | с   |                          | Love Advent           | Immy Waterhouse                       |
| 2016      | с   | Счастливчик              | Stan Lee's Lucky Man  | Люси                                  |
| 2016      | ф   | Под покровом ночи        | Nocturnal Animals     | Хлоя / Главная роль                   |
| 2017      | с   | Алкион                   | The Halcyon           | Леди Александра Купер / Эпизод 1.1    |
| 2017      | ф   | Последняя фотография     | The Last Photograph   | Дочь                                  |
| 2018      | ф   | Химера                   | Braid                 | Петула Темз / Доктор                  |
| 2019      | кор | Дождь останавливает игру | Rain Stops Play       | Alice                                 |
| 2020      | кор |                          | In the Pink           | Главная роль                          |
| 2018—2021 | с   | Аванпост                 | The Outpost           | Гвинн Калкуссар / Принцесса Розамунда |
| 2021      | с   | Нерегулярные части       | The Irregulars        | Элеонор Марго                         |

## Примечание
1. ↑  Keeping up with the Waterhouses. Дата обращения: 2 августа 2016. Архивировано 27 августа 2016 года.
2. ↑  Hyland, Véronique. Suki Waterhouse’s Sister Signs to Her Agency. The Cut. New York Media (17 ноября 2014). Дата обращения: 17 ноября 2014. Архивировано 19 ноября 2014 года.
3. ↑  SUKI + IMMY WATERHOUSE — Heiße Model-Schwestern Архивная копия от 7 июня 2021 на Wayback Machine. Gala, 2014-11-19 (German)
4. ↑  Faran Krentcil: Suki Waterhouse’s Little Sister Just Landed A Major Movie Role Архивная копия от 7 июня 2021 на Wayback Machine. Elle, 2015-09-22
5. ↑  Flora Carr: ‘It’s about time we had more female leads in sci-fi’: The Outpost has a gutsy heroine — but suffers from clunky CGI Архивная копия от 22 сентября 2019 на Wayback Machine. Radio Times, 2018-08-10
6. ↑  Immy Waterhouse proves acting runs in the family as she stars in new short film Архивная копия от 7 июня 2021 на Wayback Machine. Tatler, 2019-02-07